# Boot Tulln
Die Freizeitmesse Boot Tulln in Tulln ist nicht nur Österreichs größte Messe für Bootssport und Wassersport, sondern auch die größte Messe ihrer Art in Zentral- und Osteuropa. Seit 1971 wird die Messe jährlich im März veranstaltet und wird inzwischen jährlich von mehr als 40.000 Besuchern aus dem In- und Ausland besucht.
Ausgestellt werden Motorboote, Kanus, Kajaks, Kites, Ruderboote, Segelschiffe, Schlauchboote, Tauchausrüstungen und Yachten.

## Andere Boots- und Wassersportmessen
- boot Düsseldorf, offiziell Internationale Bootsausstellung Düsseldorf, Düsseldorf, weltweit größte und international bedeutendste Bootsmesse, jährlich im Januar
- Interboot Friedrichshafen, seit 1962